# Лугуру
Лугу́ру (валугуру, гуру, лугулу) — народ групи банту в Танзанії.

## Територія, чисельність, мова, релігія
Проживають у східній частині центральної Танзанії, адміністративно це райони Кілоса і Морогоро регіону Морогоро, а також регіон Пвані, дисперсно урбанізованими групами в столиці місті Дар-ес-Саламі та на Занзібарі. Край народу лугуру — Улугуру поділяється на рівнинну й гірську (однойменні гори) частини. 
Станом на 2009 рік представників народу лугуру — 404 тисячі осіб. 
Розмовляють мовою кілугуру (чілугуру), діалекти невідомі; писемна (на основі латинки). Молодь застосовує також англійську, тоді як старше покоління людей лугуру, зокрема в горах є переважно неосвіченим (2000-ні).
За релігією переважно мусульмани-суніти, серед лугуру-горян є християни.

## Супільство, господарство, культура
Традиційно лугуру — матрилінійний народ, традиції збереглись переважно у горян; рівнинні лугуру активно задіяні в сільському господарстві (таро, маніок) та сфері обслуговування.
До 1990-х років традиційні суспільство і методи виховання (зокрема ініціації) відігравали більшу роль. Дотепер люди старшого віку практикують і полюбляють поміч, народні зібрання й гуляння, участь у традиційних церемоніях.
В культурному плані лугуру добре відомі традиційними танцями в період від жовтня до січня, надто жителі сіл Longwe, Tegekelo, Mgeta, Kumba, Singisa, Bwakira, Kolero, Nyamighadu тощо. Своєрідна національна кухня.
На початку 1970-х років Інститут суахілійських студій при Дар-ес-Саламському університеті на чолі з Т.С.Й. Сенго здійснював збирання і запис зразків фольклору різних танзанійських народів, зокрема і лугуру.